# Tschajka Watenberg-Ostrowskaja
Tschajka Semjonowna Watenberg-Ostrowskaja (russisch Чайка Семёновна Ватенберг-Островская; geboren 1901 in Swenyhorodka; hingerichtet am 12. August 1952 in Moskau) war ein Mitglied des Jüdischen Antifaschistischen Komitees (JAFK).

## Leben
Tschajka Watenberg-Ostrowskaja wurde 1901 im Schtetl Swenyhorodka in der Ukraine geboren. Ihr Vater war kurz vor ihrer Geburt gestorben. Die verbleibende Familie emigrierte 1914 in die USA, wo sie ihre Schulausbildung abschloss. Anschließend studierte sie und arbeitete bei der jüdisch-sozialistischen Gewerkschaft Jüdischer Arbeiterbund sowie bei der jiddischen Redaktion der Jüdischen Telegraphen-Agentur.
Watenberg-Ostrowskaja heiratete 1922 Ilja Watenberg und reiste mit ihm 1926 in die Sowjetunion, wohin das Ehepaar 1933 endgültig übersiedelte. Aufgrund ihrer Sprachkenntnisse erhielt sie sofort Arbeit als Schreibkraft im Büro des Wissenschaftlerverbandes und später im Staatsverlag für fremdsprachliche Literatur. Nach dem deutschen Überfall auf die Sowjetunion und der Gründung des JAFK war sie dort Schreibkraft und Übersetzerin für Englisch, Jiddisch und Russisch. Sie begleitete und dolmetschte amerikanische Sowjet- und JAFK-Sympathisanten bei ihren Reisen in die Sowjetunion.
Obwohl sie im JAFK keine politischen Befugnisse hatte und deshalb für dessen Aktivitäten auch keinerlei Verantwortung trug, wurde sie wie viele andere JAFK-Mitglieder Ende der 1940er Jahre verhaftet. Dabei eigneten sich ihre Kontakte und ihr langjähriger Aufenthalt in den USA dazu, die Theorie der amerikanisch-zionistischen Verschwörung und Spionage gegen die Sowjetunion zu konstruieren.
Nach drei Jahren Haft und Folter wurde sie am  12. August 1952 in der  Nacht der ermordeten Dichter zusammen mit vielen prominenten Mitgliedern des JAFK in Moskau erschossen. Sie und Emilia Teumin sind dabei die willkürlichsten Opfer der Ermordung der JAFK-Mitglieder.